# Кукорево (Болгария)
Кукорево (болг. Кукорево) — село в Болгарии. Находится в Ямболской области, входит в общину Тунджа. Население составляет 1 607 человек.

## Политическая ситуация
В местном кметстве Кукорево, в состав которого входит Кукорево, должность кмета (старосты) исполняет Колё Славов Дичев (коалиция в составе 5 партий: Граждане за европейское развитие Болгарии (ГЕРБ), Демократы за сильную Болгарию (ДСБ), Земледельческий народный союз (ЗНС), Союз свободной демократии (ССД), Союз демократических сил (СДС)) по результатам выборов правления кметства.
Кмет (мэр) общины Тунджа — Георги Стоянов Георгиев (коалиция в составе 2 партий: Болгарская социалистическая партия (БСП) и Болгарская социал-демократия (БСД)) по результатам выборов в правление общины.